# Shinji Ono
Shinji Ono (n. 27 septembrie 1979) este un fotbalist japonez.

## Statistici
| Japonia | Japonia | Japonia |
| An      | Meciuri | Goluri  |
| ------- | ------- | ------- |
| 1998    | 3       | 0       |
| 1999    | 0       | 0       |
| 2000    | 12      | 1       |
| 2001    | 9       | 1       |
| 2002    | 8       | 1       |
| 2003    | 5       | 0       |
| 2004    | 7       | 2       |
| 2005    | 2       | 0       |
| 2006    | 9       | 1       |
| 2007    | 0       | 0       |
| 2008    | 1       | 0       |
| Total   | 56      | 6       |